# Basic Chess Endings
Basic Chess Endings (сокращённо BCE) — книга по шахматным эндшпилям, написанная гроссмейстером Ройбеном Файном и первоначально опубликованная 27 октября 1941 года. Считается первой систематической книгой на английском языке об эндшпиле в шахматах. Это самая известная книга по эндшпилю на английском языке и классический образец шахматной литературы по эндшпилю. Книга посвящена чемпиону мира Эмануэлю Ласкеру, умершему в год издания книги.